# 内尔松·德马尔科
内尔松·瓦尔特·德马尔科·里卡尔迪（西班牙語：Nelson Walter Demarco Riccardi，1925年2月6日—2009年7月21日），乌拉圭男子篮球运动员，曾代表乌拉圭参加1948年夏季奥运会、1952年夏季奥运会和1956年夏季奥运会男子篮球比赛，分别获得第五名、铜牌和铜牌。